# Ischnoptera paramacca
Ischnoptera paramacca es una especie de cucaracha del género Ischnoptera, familia Ectobiidae. Fue descrita científicamente por Hebard en 1926.
Habita en Guyana, Surinam, Guayana Francesa y Brasil.